# Paul Bramböck
Paul Bramböck (* 20. Januar 1884 in Amras, Innsbruck; † 28. Januar 1949 in Salzburg) war ein österreichischer Geistlicher der römisch-katholischen Kirche sowie Politiker (CSP).

## Leben
Paul Bramböck legte am Franziskanergymnasium in Hall in Tirol die Matura ab. Danach trat er in das Priesterseminar in Salzburg ein und studierte Theologie und wurde 1907 in Salzburg zum Priester geweiht. Seit 1903 war er Mitglied der katholischen Studentenverbindung AV Vindelicia Innsbruck.
Im selben Jahr wurde Bramböck Kooperator in Niederndorf, zwei Jahre später, 1909, Aushilfspriester in Brixen. In den kommenden drei Jahrzehnten wirkte Bramböck als Seelsorger in Kirchbichl, Wörgl, Kitzbühel und Zell am Ziller, erneut in Niederndorf, danach in Stumm und Langkampfen. Zuletzt wurde er im Jahr 1937 Pfarrer im Salzburger Stadtteil Itzling und war ebendort bis zu seinem Tod 1948 Pfarrer.
Von 1926 bis 1933 wirkte Bramböck als Sekretär der katholischen Organisation Unterland. 1934 wurde er zu deren Leiter gewählt, wie auch zum Leiter der Redaktion der Zeitschrift Unterland. Tiroler Sonntagsblatt. 1937 legte er beide Funktionen zurück.
Auf politischer Ebene gehörte Bramböck von Januar 1928 bis Dezember 1933 als Mitglied dem Bundesrat in Wien an.